# الکساندر آبراموف
الکساندر آبراموف (به انگلیسی: Alexander Abramov) (زاده ۱۹۵۹) کارآفرین، مخترع و مدیر ارشد اجرایی روس است، که در حال حاضر به‌عنوان رئیس هیئت مدیره شرکت اوراز فعالیت می‌نماید.